# Rosalía Arteaga

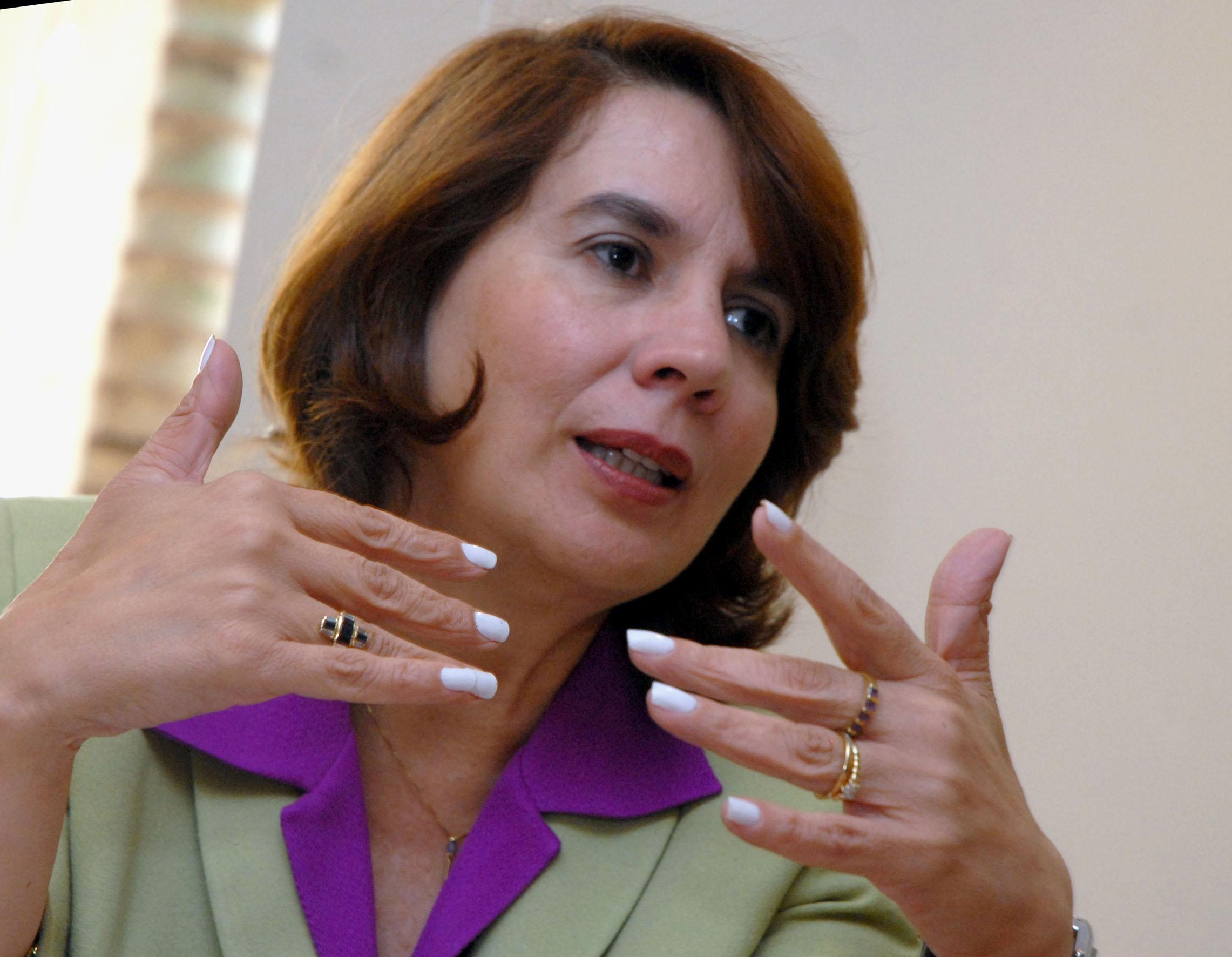
Rosalía Arteaga år 2007 i Brasilien

Rosalía Arteaga, född 1956 i Cuenca, var under endast två dagar år 1997 Ecuadors första kvinnliga president. Hon blev avsatt eftersom varken kongressen eller armén stödde henne. Istället blev Fabián Alarcón president.  